# 沥海所城
沥海所城位于中国浙江省绍兴市上虞区沥海镇，城墙已于1956年后陆续拆除，现存护城河，城池轮廓尚清晰可辨。
沥海千户所为明朝设置的卫所，以位于曹娥江入海口处而得名，洪武二十年（1387）信国公汤和奉诏建置，属临山卫，为明初于绍兴府境内设立的“三卫五所”之一。治所位于上虞县东西北七十里曹娥江入海口，会稽县与上虞县分界处（今绍兴城区东偏北22公里，上虞城区西北16公里），介于三江所与临山卫之间。原城由会稽、上虞两县分治，西北部属会稽县，东南部属上虞县，1949年后全部属上虞县。

## 所城建筑
沥海城墙原呈正方形，城周三里三十步（约1488米），高二丈二尺（约7.04米），厚一丈八尺（5.76米）。设东西南北城门四座，门外均设瓮城，内设十字街。护城河深一丈五尺（约4.8米），阔五丈五尺（约17.6米）。城北沿海建有百沥海塘。